# Elecciones presidenciales de Egipto de 1993
Las elecciones presidenciales de Egipto de 1993 se llevaron a cabo el 4 de octubre de 1993, consistiendo en un referéndum sobre la candidatura de Hosni Mubarak, después de haber sido nominado por la Asamblea Popular el 21 de julio de 1993.
La candidatura de Mubarak fue aprobada por el 96,3% de la población inscrita, con participación electoral de un 84,2% o 15.904.512, 439 parlamentarios votaron a favor de Mubarak, mientras que 9 votaron en contra.

## Resultados
| Elección                           | Votos      | %     |
| ---------------------------------- | ---------- | ----- |
| A favor                            | 15.095.025 | 96,3% |
| En contra                          | 583.467    | 3,7%  |
| Votos en blanco/nulos              | 226.020    | –     |
| Total                              | 15.904.512 | 100%  |
| Votantes registrados/participación | 18.417.425 | 84,2% |